# 무의식적인 경쟁자들
《무의식적인 경쟁자들》(영어: Unconscious Rivals)은 네덜란드 출신 화가 로런스 알마타데마가 1893년에 그린 유화이다. 알마타데마는 영국에 정착하여 왕립예술원의 회원이 되었다. 그의 여러 작품들과 마찬가지로 이 작품 역시 고대 로마를 배경으로 하고 있다. 호화로운 빌라 안에서 두 명의 아름다운 여성이 한 남자를 기다리고 있는데, 이들은 서로가 경쟁자인 줄도 모른 채 기다리고 있는 것으로 보인다.
이 작품은 1893년 런던 벌링턴 하우스에서 열린 왕립예술원의 여름 전시회에 전시되었다. 현재 이 그림은 브리스틀 박물관 및 미술관 소장품으로, 1935년에 입수되었다.

## 참고 문헌
- Moser, Stephanie. Painting Antiquity: Ancient Egypt in the Art of Lawrence Alma-Tadema, Edward Poynter and Edwin Long. Oxford University Press, 2020.